# Molophilus carstensis
Molophilus carstensis är en tvåvingeart som beskrevs av Jaroslav Stary 1971. Molophilus carstensis ingår i släktet Molophilus och familjen småharkrankar. Inga underarter finns listade i Catalogue of Life.